# جون ستيل جوردون
جون ستيل جوردون (7 مايو 1944-)، كاتب أمريكي متخصص في كتابة تاريخ المال والأعمال. حاصل على اجازة في الفنون من قسم التاريخ من جامعة فاندربيلت، وكاتب في مجلة التراث الأمريكي american heritage , ومحرر في دار نشر هاربر كولينز.

## كتبه
- المرأة القرمزية تاريخ وول ستريت 1988
- بركة هاملتون 1997
- اللعبة الكبرى، بزوغ وول ستريت كقوة عالمية 1953 - 2000 , 1999
- أعمال أمريكا، 2001 وهي مجموعة من مقالات الأعمدة
- خيط عبر المحيط 2002
- إمبراطورية الثروة، 2005